# Rimula faginea
Rimula faginea är en svampart som beskrevs av Josef Velenovský 1934. Rimula faginea ingår i släktet Rimula, ordningen disksvampar, klassen Leotiomycetes, divisionen sporsäcksvampar och riket svampar.   Inga underarter finns listade i Catalogue of Life.